# Franz Schams (Maler)
Franz Xaver Schams (* 8. Februar 1824 in Wien, Kaiserthum Österreich; † 22. März 1883 in Wien, Österreich-Ungarn) war österreichischer Historien- und Genremaler sowie Lithograf.

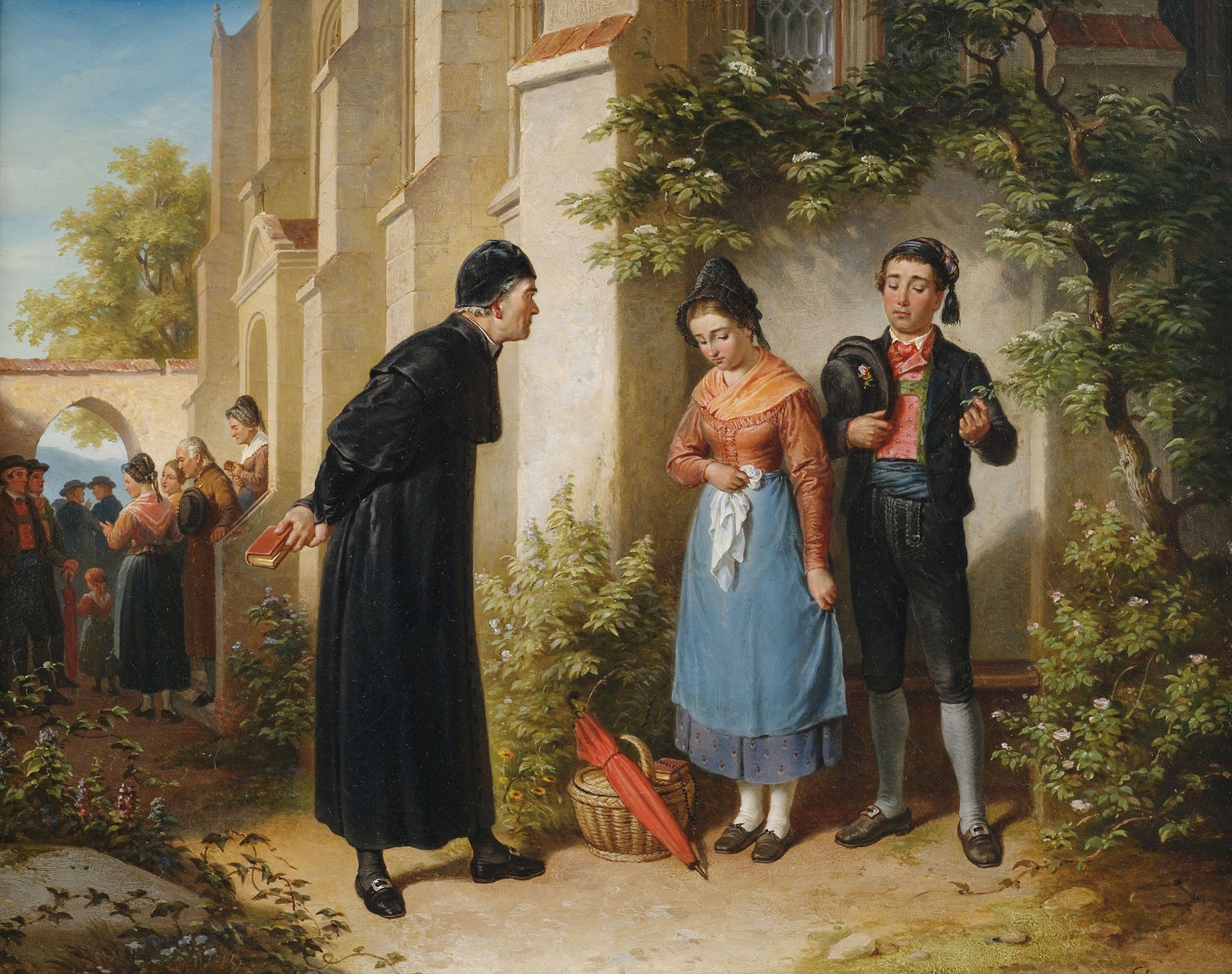
Die versäumte Predigt (vor 1884)

## Leben und Werk
Schams war Sohn eines Schneiders und studierte in den Jahren von 1837 bis 1840 an der Akademie der bildenden Künste in Wien. Danach war er mehrere Jahre bei einem Wiener und einem Prager Graveur in der Lehre. 1846/47 besuchte er die Kunstakademie der Vereinigung patriotischer Kunstfreunde in Prag und kehrte anschließend an die Wiener Akademie zurück. In weiterer Folge wurde er Privatschüler von Ferdinand Georg Waldmüller und unternahm 1854/55 gemeinsam mit Heinrich von Ferstel und  Franz Josef Dobiaschofsky eine Studienreise nach Rom.
In den 1850er Jahren malte Schams vor allem Historienbilder der älteren österreichischen Geschichte, schuf aber auch Altarbilder für einige Kirchen in Niederösterreich, wie z. B. für die Marktgemeinde Auersthal. Später wandte er sich mehr der Genremalerei zu, wobei er kleine, humoristische Szenen aus dem Alltag bevorzugte. Seine Lehre bei Waldmüller spiegelt sich vor allem in der minutiös feinen Maltechnik wider, Zeitgenossen attestierten Schams jedoch eine gewisse Eigenständigkeit und Bekanntheit. Er gehörte jener Generation von Wiener Malern an, welche in der Ideenwelt des Biedermeier aufwuchsen und diese bis gegen Ende des 19. Jahrhunderts weitertrugen. Stams verstand es durchaus, den Geist des Alt-Wiener Bürgertums mit dem schärferen satirischen Zug der neuen Zeit in seinen Werken zu verschmelzen.
1861 wurde Schams Mitglied der Genossenschaft der bildenden Künstler Wiens (später Wiener Künstlerhaus). 1882 wurde ihm anlässlich der Ausstellung des Künstlerhauses im Museum Revoltella in Triest die Goldene Medaille verliehen.

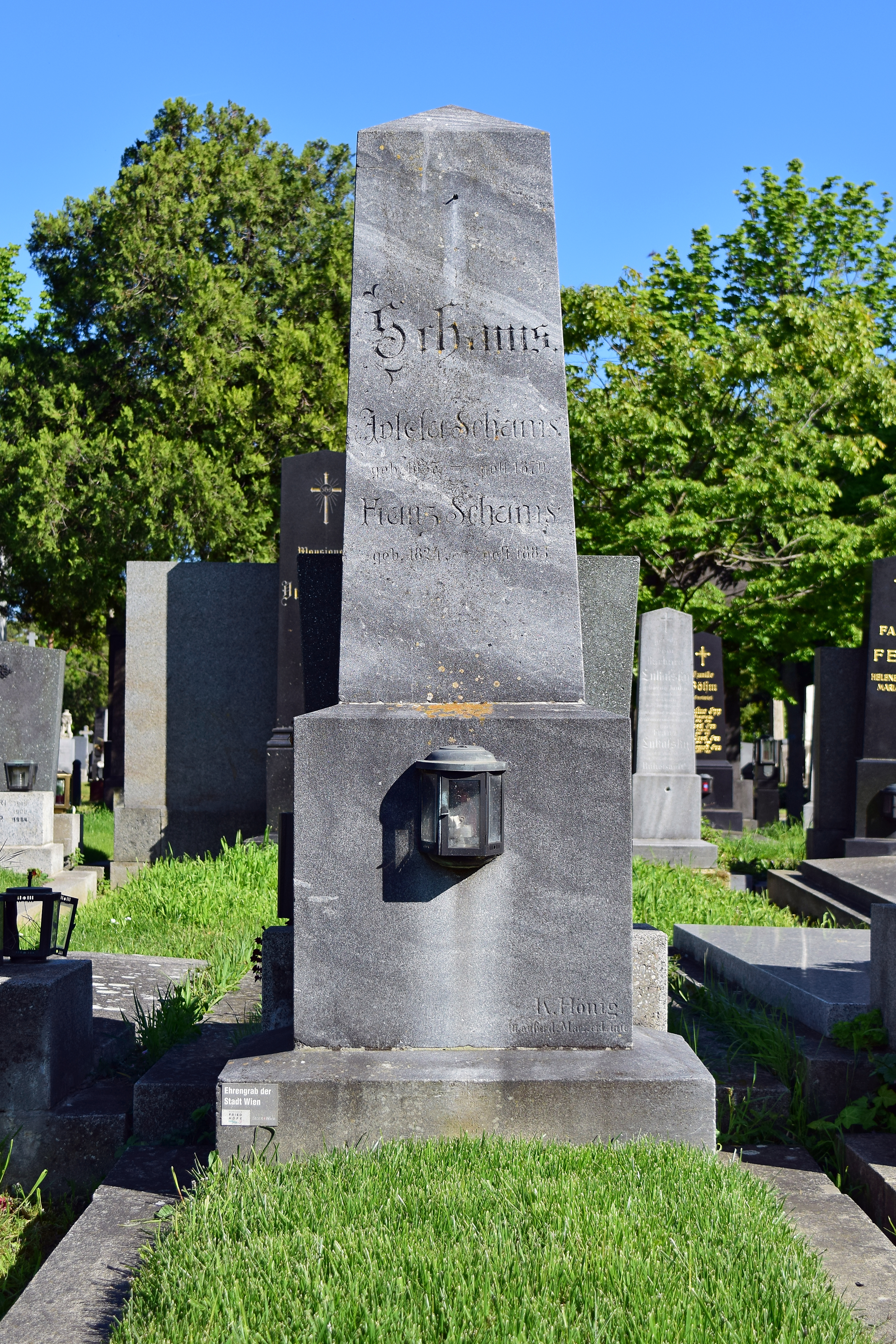
Grab von Franz Schams am Wiener Zentralfriedhof

Schams wurde am Wiener Zentralfriedhof in einem ehrenhalber gewidmeten Grab beigesetzt (Gruppe 13 B).

## Werke (Auszug)
- Studentenwachstube der Akademischen Legion in der Aula der alten Universität 1848, 1848, Wien Museum
- Mariä Heimsuchung, 1855, Pfarrkirche Auersthal, Niederösterreich
- Der als Minnesänger verkleidete Herzog Friedrich IV. gibt sich auf seiner Flucht nach Constanz seinen lieben Tirolern zu erkennen, 1851, Österreichische Galerie Belvedere[2]